# Сан-Мігель-дель-Арройо
Сан-Мігель-дель-Арройо (ісп. San Miguel del Arroyo) — муніципалітет в Іспанії, у складі автономної спільноти Кастилія-і-Леон, у провінції Вальядолід. Населення — 759 осіб (2010).
Муніципалітет розташований на відстані близько 130 км на північний захід від Мадрида, 33 км на південний схід від Вальядоліда.
На території муніципалітету розташовані такі населені пункти: (дані про населення за 2010 рік)
- Сан-Мігель-дель-Арройо: 582 особи
- Сантьяго-дель-Арройо: 177 осіб

## Демографія
Динаміка населення (INE ):